# Diphysa punctata
Diphysa punctata är en ärtväxtart som beskrevs av Per Axel Rydberg. Diphysa punctata ingår i släktet Diphysa och familjen ärtväxter. Inga underarter finns listade i Catalogue of Life.